# Ladislav Boroš
Ladislav Boroš (* 22. prosince 1952) je bývalý slovenský fotbalový obránce.

## Hráčská kariéra
V československé lize hrál za Lokomotíva Košice, gól v lize nedal. Později hrál v nižší soutěži i za Slovan Duslo Šaľa.

### Prvoligová bilance
| Ročník                                   | Zápasy | Góly | Minuty | Klub              |
| ---------------------------------------- | ------ | ---- | ------ | ----------------- |
| 1. československá fotbalová liga 1975/76 | –      | 0    | –      | Lokomotíva Košice |
| CELKEM                                   | –      | 0    | –      |                   |